# Bourbonne-les-Bains
Bourbonne-les-Bains é uma comuna francesa na região administrativa de Grande Leste, no departamento de Haute-Marne. Estende-se por uma área de 64,93 km². Em 2010 a comuna tinha 2 078 habitantes (densidade: 32 hab./km²).